# David McDonald Devine
David McDonald Devine (* 31. Mai 1920 in Greenock; † August 1980), auch als D. M. Devine oder unter dem Pseudonym Dominic Devine bekannt, war ein schottischer Schriftsteller, der vor allem für seine Kriminalromane bekannt ist. Er schrieb klassische Whodunits im Stil der britischen „Golden Age“-Kriminalliteratur und wurde mit Autoren wie Agatha Christie und Dorothy L. Sayers verglichen.

## Leben
Devine war hauptberuflich Mitarbeiter der Universität St. Andrews. Devine trat 1946 als Assistant Secretary in die Universität St. Andrews ein, wurde 1961 zum stellvertretenden Sekretär (Depute Secretary) und 1972 zum Sekretär und Registrar der Universität ernannt – eine Position, die er bis zu seinem Tod im August 1980 innehatte.

## Schriftsteller
Im Jahr 1961 reichte Devine sein erstes Buch, My Brother’s Killer (dt. Meines Bruders Mörder), beim „Dons’ Detective Novel Competition“ des Collins Crime Club ein. Agatha Christie wählte es als Gewinner des Wettbewerbs aus. Leider wurde Devine aufgrund einer Formalität disqualifiziert, da er nicht als Universitätsdozent, sondern als Universitätsadministrator galt und diese eigentlich nicht teilnehmen durften. Dennoch verhalf ihm der Wettbewerb zum Start seiner Schriftstellerkarriere, und im Laufe der Jahre veröffentlichte er 13 Romane, größtenteils beim Collins Crime Club. Agatha Christie mochte seine Romane sehr.
Viele seiner Romane spielen in Schottland und zeichnen sich durch sorgfältig konstruierte Plots sowie psychologische Tiefe aus. Zu seinen bekanntesten Werken gehören neben My Brother’s Killer (1961, dt. Meines Bruders Mörder) auch The Sleeping Tiger (1968, dt. Der Tiger in Mr. Prescrott) oder  The Fifth Cord (1967, Das fünfte Seil), der 1971 in Italien auch unter dem Titel Giornata nera per l'ariete (dt. Ein schwarzer Tag für den Widder) mit Franco Nero verfilmt wurde.
Seine Bücher wurden in zahlreiche Sprachen übersetzt, darunter auch auf Italienisch, Französisch und Japanisch.

## Werke
als D. M. Devine
- My Brother's Killer, 1962, dt. Titel: Meines Bruders Mörder
- Doctors Also Die, 1962, dt. Titel: Ein Mann wartet
- The Royston Affair, 1964, dt. Titel: Tödliche Neugier
- His Own Appointed Day, 1965, dt. Titel: Mittwoch im Nebel
- Devil at Your Elbow, 1966, dt. Titel: Alles dreht sich um Lucille
- The Fifth Cord, 1967, dt. Titel: Das fünfte Seil
- This Is Your Death, 1981, keine deutsche Übersetzung

als Dominic Devine
- The Sleeping Tiger, 1968, dt. Titel: Der Tiger in Mr. Prescott
- Death Is My Bridegroom, 1969, dt. Titel: Das Totenbetthäschen
- Illegal Tender, 1970, dt. Titel: Leise kam der Tod
- Dead Trouble, 1971, dt. Titel: Siebzehn bittere Pillen
- Three Green Bottles, 1972, dt. Titel: Drei grüne Flaschen
- Sunk Without Trace, 1978, keine deutsche Übersetzung

## Verfilmungen
- Giornata nera per l'ariete, Italien/BRD 1971 (dt. Titel: Ein schwarzer Tag für den Widder), nach dem Roman Das fünfte Seil/The Fifth Cord, Regie: Luigi Bazzoni, mit Franco Nero, Silvia Monti, Wolfgang Preiss